# Stevens Point
Stevens Point é uma cidade localizada no estado norte-americano de Wisconsin, no condado de Portage, do qual é sede.

## Geografia
De acordo com o Departamento do Censo dos Estados Unidos, a cidade tem uma área de 47,7 km², dos quais 44,5 km² estão cobertos por terra e 3,2 km² por água.

### Localidades na vizinhança
O diagrama seguinte representa as localidades num raio de 20 km ao redor de Stevens Point.

## Demografia
Segundo o censo nacional de 2010, a sua população é de 26 717 habitantes e sua densidade populacional é de 600,9 hab/km².

## Marcos históricos
O Registro Nacional de Lugares Históricos lista 13 marcos históricos em Stevens Point. O primeiro marco foi designado em 16 de dezembro de 1974 e o mais recente em 7 de junho de 2021, o Clark Street-Main Street Historic District.